# Netz Natur
Netz Natur ist der Name einer Dokumentationsreihe von Schweizer Radio und Fernsehen SRF, welche sich mit Themen zur Umwelt und Natur auseinandersetzte. Achtmal jährlich wurden die Sendungen vom Biologen Andreas Moser präsentiert, wovon vier Sendungen Eigenproduktionen waren, die sich mit schweizerischen Themen und Ereignissen auseinandersetzten. Die restlichen vier Sendungen waren gekaufte Produktionen aus dem Ausland, die von der Redaktion ergänzt und kommentiert wurden, meist zu nationalen Bezügen.
Die Sendungen wurden von sechs Personen unter Leitung von Andreas Moser produziert. Die Tiere wurden nicht nur in freier Natur gefilmt, sondern teilweise auch in Gehegen, Terrarien und Aquarien. Für historische Rückblenden verwendete das Produktionsteam historisches Originalmaterial oder nachgestellte, fiktive Szenen. 
Ausgestrahlt wurden die Sendungen auf SRF 1 in schweizerdeutscher sowie auf 3sat in hochdeutscher Fassung.